# Bear Stearns
The Bear Stearns Companies, Inc. foi um banco de investimentos e provedor de outros serviços financeiros com sede em Nova Iorque.
Afetado pela Grande Recessão, em 2008 sofreu com problemas de liquidez e foi comprado pelo JP Morgan Chase por 236 milhões de dolares, cerca de 10% do valor de mercado. Em 85 anos de história, a instituição era o 5º maior banco de investimentos estadunidense.